# Cherestea

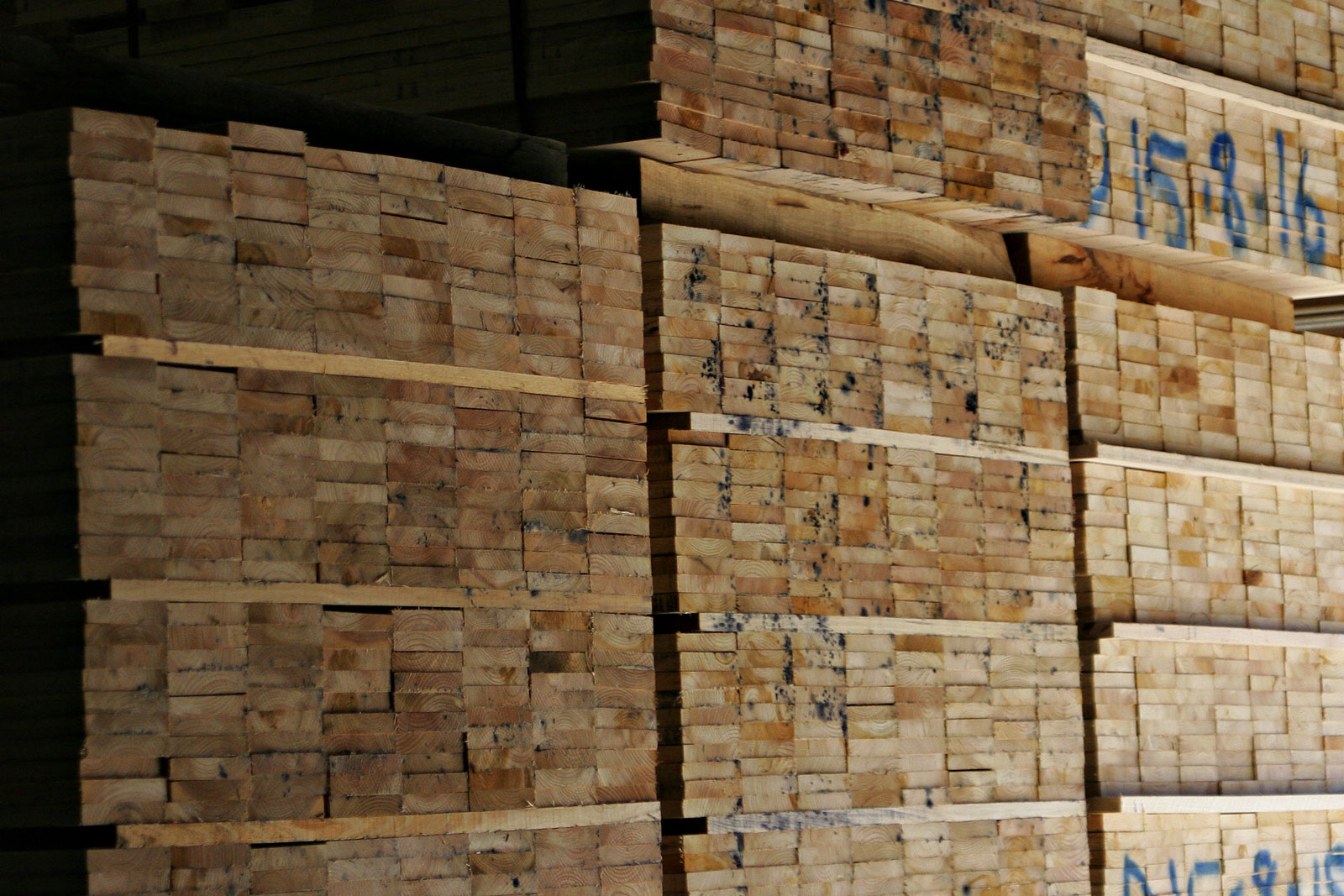
Cherestea

Cheresteaua este un material lemnos, cu cel puțin două fețe plane și paralele, rezultat din tăierea buștenilor la gater și folosit de obicei în construcții. Cheresteaua este utilizată atât pentru fabricarea binalelor (clădiri în construcție sau în reparații) cât și pentru obținerea mobilei. O clasificare importantă a cherestelei se face după esență:
a) rășinoase:
brad, molid, pin
b) foioase:
arțar, fag, frasin, stejar, ulm
Internațional, chiar și în aceeași limbă, cheresteaua poate avea diverse denumiri: lumber în Statele Unite Ale Americii și timber în Regatul Unit se referă la același lucru. 
În România, prin cherestea se înțelege scândura, grinzi, dulapi, șipcă, pazie și lambriu. 
Standardul român în vigoare pentru lemn poarta denumirea de CT 118 și reglementează criterii ca volumul, masa, determinarea umflării, determinarea contragerii etc.

## Obținerea cherestelei
Pentru a obține cheresteaua trebuie urmat un flux tehnologic. Descărcarea din mijloacele de transport, recepția cantitativă și calitativă a materiei prime, detectarea incluziunilor metalice, cojirea buștenilor, secționarea buștenilor, sortarea, măsurarea, marcarea, depozitarea, stivuirea și conservarea materiei prime.
Pentru procesul tehnologic în hala de fabricație a cherestelei de rășinoase și foioase se parcurg următoarele etape: debitarea buștenilor, metode de debitare a buștenilor în cherestea, întocmirea modelelor de tăiere a buștenilor de rășinoase și foioase în cherestea și calculul acestora, utilaje și instalații folosite la debitarea buștenilor: construcția și funcționarea gaterelor verticale și orizontale ; construcția și funcționarea ferastraielor panglica de debitat construcția și funcționarea ferăstraielor circulare de debitat, prelucrarea pieselor de cherestea obținute prin debitarea buștenilor, operații de prelucrare a cherestelei brute, transportul în interiorul halei de fabricație și sortarea cherestelei.

## Sortarea cherestelei
Cheresteaua este sortată în spații speciale, unde are loc o uscare naturală, de la o umiditate de 90–100%, până la o umiditate de 16 %. Procesul este asistat de calculator, unde se obține o umiditate de 8% pentru lemnul de rășinoase și de 6 % pentru lemnul care va fi utilizat ca suprafață exterioară.

## Tipuri de cherestea
Există mai multe tipuri de cherestea: cherestea tivită aburită lungă, cherestea tivită scurtă și cherestea netivită. Se poate clasa după: cherestea clasa A- foarte bună, cherestea clasa B- mai puțin bună și cherestea clasa C- slabă.